# 우리 시대의 사랑
우리 시대의 사랑은 1994년 공개된 대한민국의 영화이다.

## 줄거리
연극 연출가인 나는 수원성에서 수혜, 영미, 옥림이라는 세 여자를 만난다. 나는 사도세자를 테마로 한 연극을 기획중이며 아내와 사이가 그다지 좋지 않다. 영미는 약혼자의 바람끼 문제로 나에게 고민을 토로한다. 수혜는 그녀가 육체적인 관계를 맺고 싶어하는 세 남자를 이야기하고, 나에게 섹스를 신청하고, 나는 이를 받아들인다. 그런데 영미가 수혜와는 되고, 왜 자기와는 안 되느냐고 묻는다. 그리고 옥림은 빈정거린다. 나는 준비했던 연극 사도세자의 막을 올린다.

## 배역
- 이영하 - 나 역
- 조수혜 - 수혜 역
- 전미선 - 영미 역
- 김미영 - 옥림 역
- 이율리 - 아내 역
- 권태훈 - 전도사 역
- 오승명 - 교수 역
- 장정국 - 형사 역
- 조선묵 - 준기 역
- 홍정욱 - 정수 역
- 고영준 - 민호 역
- 박영노 - 순경 역
- 강효정 - 약사 역
- 신유진 - 준기여자 역
- 강미희 - 여직원 역
- 김나연 - 배우지망생 역
- 조성기 - (특별출연) 의사 역
- 박철수 - (특별출연) 사진작가 역
- 정진각 - 극단 목화 레퍼터리컴퍼니- 영조 역
- 한명구 - 사도세자 역
- 정원중 - 세자의모 역
- 조은아 - 혜경궁홍씨 역
- 전은영 - 빙애 역
- 심규만 - 이석문 역
- 이상희 - 홍인한 역
- 김영덕 - 잽이 역
- 이용구 - 송명흠 역
- 정은표 - 내관 역
- 김병춘 - 임덕제 역
- 성지루 - 사관 역
- 박희순 - 구선복 역
- 오미정 - 복례 역
- 김세동 - 연습실단원 역
- 손병호 - 연습실단원 역
- 이은희 - 연습실단원 역
- 김홍파 - 연습실단원 역
- 김남숙 - 연습실단원 역
- 박정희 - 연습실단원 역

## 수상
- 1994년 제32회 대종상
  - 조명상 - 김강일
- 1994년 제18회 황금촬영상
  - 촬영상(은상) - 박승배
  - 감독상 - 박철수
  - 남우주연상 - 이영하
  - 신인여우상 - 전미선, 조수혜, 김미영
  - 조명상 - 김동호